# Epistenia goethei
Epistenia goethei is een vliesvleugelig insect uit de familie Pteromalidae. De wetenschappelijke naam werd voor het eerst geldig gepubliceerd in 1913 door Alexandre Arsène Girault.